# Marigné
Marigné é uma ex-comuna francesa na região administrativa da Pays de la Loire, no departamento de Maine-et-Loire. Estendeu-se por uma área de 24,41 km². Em 2010 a comuna tinha 640 habitantes (densidade: 26,2 hab./km²).
Em 15 de dezembro de 2016 foi fundida com as comunas de Brissarthe, Contigné, Cherré, Champigné, Sœurdres e Querré para a criação da nova comuna de Les Hauts-d'Anjou.